# Liste des châteaux du Cantal
Cet article contient une liste des châteaux du département du Cantal.
Du Moyen Âge au début du XVIIe siècle, la Haute-Auvergne fut une zone de conflit importante contre les Anglais, puis contre les calvinistes. La région se recouvrit de maisons, de châteaux et de villes fortifiées. Environ quatre-vingt-dix de ces châteaux sont inscrits ou classés au titre des monuments historiques, et une quinzaine sont ouverts au public.
Voir les définitions de Castel, Castrum, Chartreuse, Château, Gentilhommière, Logis seigneurial, Maison forte, Manoir.
Castelsoubro : forme dialectale de « château souverain ou supérieur  : voir Latgua, Montmurat

Castelsoutro : forme dialectale de « château de sous ou du bas » : voir Nozières, Vic-sur-Cère

Castelnhau ou Castelniau : forme dialectale de « château neuf »

Castelvielh : voir Longuebrousse, Polminhac et Vic-sur-Cère

## Liste
| Icône            | Signification    | Abréviations             | Abréviations                  | Abréviations             | Abréviations           |
| ---------------- | ---------------- | ------------------------ | ----------------------------- | ------------------------ | ---------------------- |
| Château fort     | Château fort     | = Bastide                | = Ferme fortifiée             | = Maison forte           | = (Néo-)Palladianisme  |
| Renaissance      | Renaissance      | = Château gascon         | = Folie (montpelliéraine)     | = Manoir, Gentilhommière | = Résidence épiscopale |
| Domaine viticole | Domaine viticole | = Classicisme, classique | = Forteresse, fort(ification) | = Maison (noble)         | = Style Beaux-Arts     |
| Palais           | Palais           | = Commanderie            | = Gothique (flamboyant)       | = Néo-baroque            | = Style Second Empire  |
| Ruine ou disparu | Ruine, disparu   | = Château pinardier      | = Hôtel particulier           | = Néo-classique          | = Style italianisant   |
|                  |                  | = Demeure seigneuriale   | ... = Style Louis XII...XVI   | = Néo-gothique           | = Style troubadour     |
|                  |                  | = Éclectisme             | = Logis (seigneurial)         | = Néo-Renaissance        | = Villa (de Nice)      |
| Baroque, rococo  | Baroque, rococo  | = Édifice religieux      | = Motte castrale/féodale      | = Pavillon de chasse     | = Styles du XXe siècle |

| Type                                                         | Château                                  | Commune                              | Protection                                                                               | Notes | Coordonnées                 | Illustration |
| ------------------------------------------------------------ | ---------------------------------------- | ------------------------------------ | ---------------------------------------------------------------------------------------- | --- | --------------------------- | ------------ |
| Ferme fortifiée · Ruine ou disparu                           | Enceintes d'Albo                         | Mauriac (hameau de Albos)            |                                                                                          | préhistorique | 45° 14′ 30″ N, 2° 18′ 05″ E |              |
| Château fort · Ruine ou disparu                              | Château d'Alleuze                        | Alleuze                              | Inscrit MH (1927) · Notice no PA00093431                                                 | début XVe siècle | 44° 57′ 22″ N, 3° 05′ 27″ E |              |
| Château fort                                                 | Château d'Anjony                         | Tournemire                           | Classé MH (1942) · Notice no PA00093701                                                  | XVe et XVIe siècles, visitable                                                                                         | 45° 03′ 14″ N, 2° 28′ 41″ E |              |
| Style troubadour                                             | Château d'Anterroches                    | Murat                                | Inscrit MH (2008) · Notice no PA15000039                                                 | XVe siècle-XIXe siècle                                                                                                 | 45° 06′ 22″ N, 2° 51′ 08″ E |              |
|                                                              | Tour d'Anval                             | Saint-Mary-le-Plain                  |                                                                                          | | 45° 10′ 33″ N, 3° 07′ 19″ E |              |
| Château fort · Ruine ou disparu                              | Château d'Apchon                         | Apchon                               | Inscrit MH (2012) · Notice no PA15000047                                                 | XIIe et XVe siècles | 45° 15′ 00″ N, 2° 41′ 40″ E |              |
| Forteresse, fort(ification) · Édifice religieux              | Tour d'Arches                            | Arches                               | Inscrit MH (1927) · Notice no PA00093443                                                 | XIIe siècle, tour-clocher fortifiée                                                                                    | 45° 18′ 23″ N, 2° 19′ 41″ E |              |
| Château fort · Ruine ou disparu                              | Château d'Aubijou                        | Marcenat                             |                                                                                          | [ 1 ] | 45° 18′ 48″ N, 2° 49′ 32″ E |              |
| Maison (noble)                                               | Maison consulaire d'Aurillac             | Aurillac                             | Inscrit MH (1926) · Notice no PA00093460                                                 | XVIe siècle-XIXe siècle                                                                                                | 44° 55′ 51″ N, 2° 26′ 46″ E |              |
| Château fort · Ruine ou disparu                              | Château d'Aurouze                        | Molompize                            | Inscrit MH (1972) · Notice no PA00093551                                                 | XIVe et XVe siècles | 45° 14′ 23″ N, 3° 08′ 30″ E |              |
|                                                              | Château d'Auxillac                       | Virargues                            |                                                                                          | | 45° 07′ 55″ N, 2° 53′ 02″ E |              |
| Château fort                                                 | Château d'Auzers                         | Auzers                               | Classé MH (1983) · Inscrit MH (2002) · Notice no PA00093470                              | XIVe et XVIe siècles, visitable                                                                                        | 45° 15′ 54″ N, 2° 27′ 41″ E |              |
|                                                              | Château d'Avenaux                        | Saint-Poncy                          |                                                                                          | | 45° 09′ 53″ N, 3° 11′ 11″ E |              |
|                                                              | Château de Baradel                       | Aurillac                             |                                                                                          | |                             |              |
|                                                              | Château des Bardéties                    | Saint-Martin-Cantalès                |                                                                                          | |                             |              |
|                                                              | Hôtel de Bargues                         | Salers                               |                                                                                          | XVIe siècle, visitable                                                                                                 |                             |              |
|                                                              | Château de Bassignac                     | Bassignac                            |                                                                                          | XVe siècle, chambres d'hôtes                                                                                           |                             |              |
|                                                              | Château de la Bastide                    | Saint-Simon                          |                                                                                          | |                             |              |
| Château fort · Ruine ou disparu                              | Château de Beccoire (Château de Benoire) | Albepierre-Bredons                   |                                                                                          | XIIIe siècle, château royal                                                                                            | 45° 06′ 08″ N, 2° 52′ 25″ E |              |
|                                                              | Château de Bégoule                       | Molompize                            |                                                                                          | |                             |              |
|                                                              | Château de Bégus                         | Vabres                               |                                                                                          | |                             |              |
|                                                              | Château de Bélinay                       | Paulhac                              |                                                                                          | XIVe siècle |                             |              |
|                                                              | Château Benoid                           | Neussargues-Moissac                  |                                                                                          | |                             |              |
|                                                              | Château de Berbezou                      | Mourjou                              |                                                                                          | XVIe siècle |                             |              |
|                                                              | Château de Béteilles                     | Prunet                               |                                                                                          | |                             |              |
|                                                              | Tour du Bex                              | Ytrac                                |                                                                                          | Xe siècle appartenait à l'abbaye d'Aurillac                                                                            |                             |              |
| Manoir, gentilhommière                                       | Château de Bonnac                        | Bonnac                               | Inscrit MH (1992) · Notice no PA00093762                                                 | XVIe siècle-XVIIe siècle                                                                                               | 45° 12′ 30″ N, 3° 09′ 26″ E |              |
| Ruine ou disparu                                             | Château de la Borie                      | Lieutadès                            |                                                                                          | |                             |              |
|                                                              | Château de la Borie                      | Vitrac                               |                                                                                          | |                             |              |
|                                                              | Château de Boudieu                       | Yolet                                |                                                                                          | |                             |              |
|                                                              | Château de la Bouygue                    | Leynhac                              |                                                                                          | |                             |              |
| Château fort                                                 | Château de la Boyle                      | Brezons                              | Inscrit MH (1958) · Notice no PA00093476                                                 | XVe siècle, aujourd'hui il ne reste que le donjon                                                                      | 45° 00′ 02″ N, 2° 48′ 28″ E |              |
| Motte castrale ou féodale · Ruine ou disparu                 | Château de Bracon                        | Paulhac                              |                                                                                          | |                             |              |
|                                                              | Château de Branugues                     | Nieudan                              |                                                                                          | |                             |              |
| Château fort · Renaissance · Ruine ou disparu                | Château de Branzac                       | Pleaux                               | Classé MH (1921) · Notice no PA00093574                                                  | XVe siècle | 45° 06′ 46″ N, 2° 19′ 26″ E |              |
|                                                              | Château de Bressanges                    | Paulhac                              |                                                                                          | XVe siècle |                             |              |
|                                                              | Château de Broise                        | Marmanhac                            |                                                                                          | |                             |              |
| Château fort · Classicisme, classique                        | Château de Broussette                    | Reilhac                              | Inscrit MH (2003) · Notice no PA00093584                                                 | XIIIe et XVIIIe siècles                                                                                                | 44° 57′ 23″ N, 2° 23′ 55″ E |              |
|                                                              | Château du Bruel                         | Nieudan                              |                                                                                          | |                             |              |
| Château fort                                                 | Château du Buisson                       | Villedieu                            |                                                                                          | disparu |                             |              |
|                                                              | Château de Burc                          | Barriac-les-Bosquets                 |                                                                                          | |                             |              |
| Renaissance                                                  | Château de Caillac                       | Vézac                                | Inscrit MH (1997) · Notice no PA15000005                                                 | XVe et XIXe siècles | 44° 54′ 46″ N, 2° 31′ 36″ E |              |
| Château fort · Classicisme, classique                        | Château du Cambon                        | Saint-Cernin                         | Inscrit MH (1982) · Notice no PA00093598                                                 | XIVe et XVIIIe siècles, visitable                                                                                      | 45° 03′ 47″ N, 2° 25′ 59″ E |              |
|                                                              | Château de Cances                        | Ladinhac                             |                                                                                          | XVIIe siècle, | 44° 46′ 48″ N, 2° 29′ 09″ E |              |
| Château fort · Classicisme, classique                        | Château de Carbonat                      | Arpajon-sur-Cère                     |                                                                                          | XIIIe et XXe siècles                                                                                                   | 44° 54′ 32″ N, 2° 29′ 16″ E |              |
| Château fort · Ruine ou disparu                              | Château de Carbonnières                  | Rouffiac                             |                                                                                          | |                             |              |
| Château fort · Ruine ou disparu                              | Château de Carlat                        | Carlat                               |                                                                                          | Xe et XVIe siècles, visitable                                                                                          | 44° 53′ 22″ N, 2° 33′ 44″ E |              |
|                                                              | Hôtel du Bailliage de Carladès           | Vic sur Cère                         |                                                                                          | XVIIe – XVIIIe siècles                                                                                                 |                             |              |
|                                                              | Château du Castelet                      | Teissières                           |                                                                                          | éperon barré dominant la Brioude, château disparu.                                                                     |                             |              |
| Ruine ou disparu                                             | Château de Castellane                    | Marcenat                             |                                                                                          | XIXe siècle (famille de Castellane)                                                                                    |                             |              |
| Manoir, gentilhommière                                       | Manoir de La Cavade                      | Polminhac                            |                                                                                          | XVIIe siècle (1607) |                             |              |
| Château fort · Ruine ou disparu                              | Château de Caylus                        | Vezels-Roussy                        |                                                                                          | site antique XIe siècle, , puech de la Tour à 646 m Vestiges du château. Chapelle et hospicium disparus.               | 43° 29′ 22″ N, 2° 34′ 00″ E |              |
| Manoir, gentilhommière                                       | Château de Celles                        | Carlat                               |                                                                                          | XVIIe et XVIIIe siècles, gentilhommière                                                                                | 44° 52′ 38″ N, 2° 33′ 43″ E |              |
| Commanderie                                                  | Commanderie de Celles                    | Celles                               | Classé MH (1990) · Notice no PA00093482                                                  | XIIIe et XVIIIe siècles                                                                                                | 45° 07′ 15″ N, 2° 57′ 36″ E |              |
| Maison (noble)                                               | Château de Cères                         | Thiézac                              |                                                                                          | XIIIe siècle |                             |              |
| Château fort · Ruine ou disparu                              | Château de Chambeuil                     | Laveissière                          |                                                                                          | Xe siècle | 45° 06′ 17″ N, 2° 50′ 03″ E |              |
|                                                              | Château du Chambon                       | Paulhac                              |                                                                                          | |                             |              |
|                                                              | Château de Chambres                      | Vigean                               |                                                                                          | XIVe siècle (famille de Noailles)                                                                                      |                             |              |
| Maison forte                                                 | Château de Chanterelle                   | Saint-Vincent-de-Salers              | Inscrit MH (1946) · Notice no PA00093665                                                 | XVe siècle | 45° 12′ 54″ N, 2° 29′ 40″ E |              |
| Baroque, rococo                                              | Château du Chassan                       | Faverolles                           | Inscrit MH (1992) · Notice no PA00093510                                                 | XVIe et XVIIIe siècles, visitable                                                                                      | 44° 56′ 31″ N, 3° 08′ 59″ E |              |
| Ruine ou disparu                                             | Château du Chastellet                    | Antignac                             |                                                                                          | |                             |              |
| Château fort                                                 | Château du Châtelet                      | Ydes                                 | Notice no IA15000237                                                                     | XVe et XVIIIe siècles                                                                                                  | 45° 19′ 58″ N, 2° 27′ 26″ E |              |
| Château fort · Ruine ou disparu                              | Château de Chaules                       | Saint-Constant                       |                                                                                          | ; XIIIe siècle |                             |              |
| Ruine ou disparu                                             | Château de La Chaumette                  | Saint-Julien-de-Toursac              |                                                                                          | (Naucaze) Vestiges |                             |              |
| Château fort                                                 | Château de Chavagnac                     | Neussargues en Pinatelle (Chavagnac) | Inscrit MH (1991) · Notice no PA00093738                                                 | XVe et XIXe siècles | 45° 09′ 13″ N, 2° 53′ 05″ E |              |
| Château fort · Ruine ou disparu                              | Tour de Chavaniac                        | Sauvat                               | Inscrit MH (1964) · Notice no PA00093689                                                 | XVe siècle | 45° 19′ 12″ N, 2° 26′ 02″ E |              |
|                                                              | Château de Chavaroche                    | Trizac                               |                                                                                          | |                             |              |
|                                                              | Château de Chavarvière                   | Saint-Bonnet-de-Salers               |                                                                                          | |                             |              |
| Ruine ou disparu                                             | Château du Chaylard                      | Collandres                           |                                                                                          | |                             |              |
| Styles xxe siècle                                            | Château de la Cheyrelle                  | Dienne                               | Classé MH (2006) · Notice no PA00132728                                                  | XIXe et XXe siècles, visitable                                                                                         | 45° 09′ 12″ N, 2° 47′ 48″ E |              |
| Renaissance                                                  | Château du Claux                         | Naucelles                            |                                                                                          | XVIe et XIXe siècles                                                                                                   | 44° 57′ 50″ N, 2° 25′ 22″ E |              |
| Style troubadour · Ruine ou disparu                          | Château de Clavières                     | Ayrens                               |                                                                                          | XVIIIe et XIXe siècles, incendié en 1936                                                                               | 44° 58′ 53″ N, 2° 20′ 57″ E |              |
| Néo-classique                                                | Château de Clavières                     | Polminhac                            |                                                                                          | XVIIe et XIXe siècles                                                                                                  | 44° 56′ 46″ N, 2° 35′ 22″ E |              |
| Classicisme, classique                                       | Château de Clavières                     | Velzic                               | Inscrit MH (1978) · Notice no PA00093711                                                 | XVIIe et XVIIIe siècles                                                                                                | 44° 59′ 07″ N, 2° 32′ 21″ E |              |
| Château fort · Ruine ou disparu · Édifice religieux          | Château de Claviers                      | Moussages (au-dessus de Jailhac)     | Inscrit MH (1986) · Notice no PA00093558                                                 | XIe et XIIe siècles, la chapelle castrale est le seul vestige qui subsiste du château                                  | 45° 13′ 27″ N, 2° 27′ 03″ E |              |
|                                                              | Château de La Clidelle                   | Menet                                |                                                                                          | |                             |              |
|                                                              | Château de Cologne                       | Naucelles                            |                                                                                          | XVIe siècle |                             |              |
| Ruine ou disparu                                             | Tour de Colombine                        | Molèdes                              |                                                                                          | | 45° 15′ 38″ N, 3° 02′ 59″ E |              |
|                                                              | Château de Cols                          | Junhac                               |                                                                                          | XIXe siècle | 44° 43′ 18″ N, 2° 26′ 31″ E |              |
| Manoir, gentilhommière                                       | Château de Combes                        | Saint-Saturnin                       | Inscrit MH (1949) · Notice no PA00093655                                                 | XVIe siècle | 45° 14′ 48″ N, 2° 47′ 23″ E |              |
| Classicisme, classique                                       | Château de Comblat                       | Vic-sur-Cère                         | Inscrit MH (2002) · Notice no PA00093725                                                 | XVe et XVIIIe siècles                                                                                                  | 44° 58′ 12″ N, 2° 36′ 34″ E |              |
| Château fort · Ruine ou disparu                              | Château de Combrelles                    | Laveissière                          |                                                                                          | XIIe siècle | 45° 06′ 24″ N, 2° 49′ 36″ E |              |
|                                                              | Tour de Conquans                         | Boisset                              |                                                                                          | |                             |              |
| Château fort · Baroque, rococo                               | Château de Conros                        | Arpajon-sur-Cère                     | Inscrit MH (1991) · Notice no PA00093444                                                 | XIIIe et XVIIe siècles, visitable                                                                                      | 44° 52′ 46″ N, 2° 25′ 15″ E |              |
| Château fort                                                 | Château de Couffour                      | Chaudes-Aigues                       | Inscrit MH (1969) · Notice no PA00093495                                                 | XIIe et XVIe siècles, hôtel-restaurant                                                                                 | 44° 50′ 39″ N, 3° 00′ 08″ E |              |
|                                                              | Château de Courbelimagne                 | Raulhac                              |                                                                                          | fin XIXe siècle |                             |              |
| Ruine ou disparu                                             | Château de Courdes                       | Méallet                              |                                                                                          | |                             |              |
|                                                              | Château de Cours                         | Sénezergues                          |                                                                                          | |                             |              |
| Style troubadour                                             | Château de Couzan                        | Vebret                               | Inscrit MH (1994) · Notice no PA00132793                                                 | XVe et XIXe siècles | 45° 21′ 28″ N, 2° 32′ 25″ E |              |
| Château fort · Ruine ou disparu                              | Château de Crèvecœur                     | Saint-Martin-Valmeroux               |                                                                                          | XIIIe siècle, siège du bailliage royal des Montagnes d'Auvergne                                                        | 45° 07′ 08″ N, 2° 26′ 17″ E |              |
| Château fort                                                 | Château de Cromières                     | Raulhac                              |                                                                                          | XIIIe siècle, démoli en 1414.                                                                                          |                             |              |
| Classicisme, classique                                       | Château de Cropières                     | Raulhac                              | Classé MH (1986) · Notice no PA00093581                                                  | XVIIe siècle | 44° 55′ 23″ N, 2° 39′ 38″ E |              |
|                                                              | Château du Cros                          | Saint-Cernin                         |                                                                                          | XVIIe siècle | 45° 03′ 12″ N, 2° 27′ 23″ E |              |
|                                                              | Château du Crozet                        | Thiézac                              |                                                                                          | XIIIe siècle, château disparu                                                                                          |                             |              |
|                                                              | Demeure de Dilhac                        | Montvert                             |                                                                                          | XVe siècle |                             |              |
|                                                              | Château du Doux                          | Yolet                                | Inscrit MH (1992) · Notice no PA00093755 · Notice no IA15000385                          | |                             |              |
|                                                              | Château de la Durantie                   | Roumégoux                            |                                                                                          | XIVe siècle, château disparu                                                                                           |                             |              |
|                                                              | Château d'Entraygues                     | Boisset                              | Inscrit MH (1987) · Notice no PA00093475 · Notice no IA15000339                          | XVIe-XVIIIe siècle, visitable                                                                                          |                             |              |
| Ruine ou disparu                                             | Château d'Escorailles                    | Escorailles                          |                                                                                          | |                             |              |
|                                                              | Château d'Escorolles                     | Cheylade                             | Inscrit MH (1994) · Notice no PA00132729                                                 | |                             |              |
| Ruine ou disparu                                             | Château d'Escouts                        | Saint-Bonnet-de-Salers               |                                                                                          | |                             |              |
|                                                              | Château d'Espinassols                    | Ytrac                                |                                                                                          | |                             |              |
|                                                              | Château d'Estang                         | Marmanhac                            |                                                                                          | XVIIe siècle |                             |              |
|                                                              | Château de l'Estrade                     | Maurs                                |                                                                                          | |                             |              |
|                                                              | Château d'Estresses                      | Paulhenc                             |                                                                                          | |                             |              |
| Manoir, gentilhommière                                       | Manoir d'Eyry                            | Mareugheol                           |                                                                                          | XVe siècle |                             |              |
|                                                              | Château de Fabrègues                     | Aurillac                             | Inscrit MH (1992) · Notice no PA00093745 · Notice no IA15000328                          | reconstruit au XIXe siècle                                                                                             |                             |              |
| Style troubadour · Ruine ou disparu                          | Tour de Falhiès (Faliès)                 | Velzic                               |                                                                                          | XIIIe siècle | 45° 00′ 10″ N, 2° 33′ 19″ E |              |
|                                                              | Château de Fargues                       | Vitrac                               |                                                                                          | XIIIe siècle XIXe siècle                                                                                               |                             |              |
|                                                              | Château de Faussanges                    | Saint-Cernin                         | Inscrit MH (2001) · Notice no PA00093599                                                 | XIXe siècle |                             |              |
|                                                              | Château de La Fauvélie                   | Saint-Paul-de-Salers                 |                                                                                          | |                             |              |
| Château fort · Manoir, gentilhommière                        | Château de Faydols                       | Saint-Martin-sous-Vigouroux          |                                                                                          | XIIe siècle, disparu                                                                                                   |                             |              |
|                                                              | Château de Ferluc                        | Drugeac                              | Inscrit MH (2001) · Notice no PA15000011                                                 | |                             |              |
|                                                              | Château de Folat                         | Marcolès                             |                                                                                          | |                             |              |
|                                                              | Château de Fontenille                    | Jussac                               |                                                                                          | XIXe siècle |                             |              |
|                                                              | Château de La Fontio                     | Pierrefort                           |                                                                                          | |                             |              |
| Maison (noble)                                               | Château de La Force                      | Saint-Simon                          |                                                                                          | maison de Piganiol de La Force auteur de la Description de la France. Ruiné.                                           |                             |              |
| Motte castrale ou féodale                                    | Château de Fortuniers                    | Vèze                                 |                                                                                          | |                             |              |
|                                                              | Château de Foulholes                     | Vézac                                |                                                                                          | XIIIe siècle château et repaire disparus.                                                                              |                             |              |
|                                                              | Château de La Fromental                  | Fontanges                            |                                                                                          | XIXe siècle, restaurant                                                                                                |                             |              |
|                                                              | Château de Frayssinet                    | Saint-Bonnet-de-Marcenat             |                                                                                          | XVIe siècle |                             |              |
|                                                              | Château de Gagnac                        | Arpajon-sur-Cère                     |                                                                                          | |                             |              |
|                                                              | Château de Galuze                        | Valuéjols                            |                                                                                          | château disparu |                             |              |
| Ruine ou disparu                                             | Château de La Garde                      | Leucamp                              |                                                                                          | |                             |              |
| Ruine ou disparu                                             | Château de La Garde-Roussillon           | Lieutadès                            |                                                                                          | |                             |              |
|                                                              | Château de La Garde                      | Vic-sur-Cère                         |                                                                                          | XIIIe siècle château disparu                                                                                           |                             |              |
|                                                              | Château de Gardin                        | Saint-Paul-des-Landes                |                                                                                          | XIXe siècle |                             |              |
| Manoir, gentilhommière                                       | Château de Giou                          | Giou-de-Mamou                        |                                                                                          | XIVe siècle, disparu                                                                                                   |                             |              |
|                                                              | Château de Gironde                       | Auriac-l'Église                      |                                                                                          | |                             |              |
|                                                              | Château de La Gresse                     | Saint-Étienne-Cantalès               |                                                                                          | XVe siècle |                             |              |
| Ruine ou disparu                                             | Château de La Griffoul                   | Brezons                              |                                                                                          | simples vestiges |                             |              |
|                                                              | Château de La Grillère                   | Glénat                               |                                                                                          | XIVe-XVIIe siècle, hôtel, chambres d'hôtes                                                                             |                             |              |
| Ruine ou disparu                                             | Château du Grossaldet                    | Moussages                            |                                                                                          | près de Fressanges |                             |              |
| Manoir, gentilhommière                                       | Château de La Guillaumenque              | Cassaniouze                          |                                                                                          | XVIIe siècle, disparu                                                                                                  |                             |              |
| Manoir, gentilhommière                                       | Manoir de La Guillaumenque               | Vic-sur-Cère                         |                                                                                          | XIIIe siècle disparu (il reste un moulin)                                                                              |                             |              |
| Ruine ou disparu                                             | Tour de l'Herm                           | Méallet                              |                                                                                          | |                             |              |
|                                                              | Château des Huttes                       | Polminhac                            |                                                                                          | |                             |              |
|                                                              | Château d'Hautevaurs                     | Ytrac                                |                                                                                          | |                             |              |
|                                                              | Château de Jaleyrac                      | Jaleyrac                             |                                                                                          | Partie |                             |              |
| Manoir, gentilhommière                                       | Manoir de Jalenques                      | Mourjou                              |                                                                                          | XVIIIe siècle et XXe siècle                                                                                            |                             |              |
|                                                              | Château de Jarriges                      | Salers                               |                                                                                          | |                             |              |
| Château fort                                                 | Château du Jarrousset                    | la Chapelle-d'Alagnon                |                                                                                          | [ 20 ] |                             |              |
| Château fort                                                 | Château de Jarry                         | Paulhac                              |                                                                                          | tour; enceinte; chapelle voûtée                                                                                        |                             |              |
|                                                              | Château de la Jordanie                   | Salers                               |                                                                                          | |                             |              |
|                                                              | Château de Labastide                     | Arpajon-sur-Cère                     |                                                                                          | XIVe siècle château fort disparu                                                                                       |                             |              |
|                                                              | Château de Labastide                     | Laveissière                          |                                                                                          | hameau La Bastide |                             |              |
|                                                              | Château de Labeau                        | Saint-Simon                          |                                                                                          | |                             |              |
|                                                              | Château de Laborie (La Borie)            | Maurs                                |                                                                                          | XVIIe siècle |                             |              |
|                                                              | Château de la Borie                      | Saint-Vincent-de-Salers              |                                                                                          | XVIe siècle | 45° 12′ 12″ N, 2° 31′ 50″ E |              |
|                                                              | Château de Lacam                         | Saint-Constant                       |                                                                                          | |                             |              |
|                                                              | Château de Lacarrière                    | Rouziers                             |                                                                                          | XIVe siècle ; château disparu                                                                                          |                             |              |
|                                                              | Château de Lachau                        | Carlat                               |                                                                                          | XVIIe siècle |                             |              |
|                                                              | Château de Lachaux                       | Tourniac                             |                                                                                          | |                             |              |
|                                                              | Château de Lalaubie (la Laubie)          | Saint-Simon                          | Site inscrit (1943) · Inscrit MH (1992) · Notice no PA00093764                           | XVIe-XIXe siècle |                             |              |
|                                                              | Château de Lamargé                       | Fontanges                            | Inscrit MH (1986) · Notice no PA00093512                                                 | XVIe-XVIIIe siècle |                             |              |
|                                                              | Château de Lamargé-Haut                  | Saint-Projet-de-Salers               |                                                                                          | XVe siècle châteaux dont les ruines étaient visibles au XIXe siècle                                                    |                             |              |
|                                                              | Château de Lamartinie                    | Ytrac                                | Inscrit MH (1989) · Notice no PA00093726                                                 | XVIe-XIXe siècle |                             |              |
|                                                              | Château de Lamothe                       | Calvinet                             | Inscrit MH (1993) · Notice no PA00125273 · Notice no IA15000276                          | |                             |              |
|                                                              | Château de Lapierre                      | Saint-Paul-de-Salers                 |                                                                                          | [ 24 ] |                             |              |
|                                                              | Château de Laroque                       | Laroquebrou                          | Inscrit MH (1972) · Notice no PA00093526                                                 | XIIIe siècle, visitable                                                                                                |                             |              |
|                                                              | Château de Lascanaux                     | Aurillac                             |                                                                                          | XIXe siècle |                             |              |
| Ruine ou disparu                                             | Château de Lastic-Montsuc                | Lastic                               |                                                                                          | |                             |              |
|                                                              | Castelsoubro des Latga-Monrelie          | Tanavelle                            |                                                                                          | château disparu |                             |              |
| Ruine ou disparu                                             | Château de Laurichesse                   | Trizac                               |                                                                                          | |                             |              |
| Château fort                                                 | Château de Lavendès                      | Champagnac                           |                                                                                          | XVIIe-XXe siècle |                             |              |
| Style troubadour                                             | Château de Layre                         | Saignes                              |                                                                                          | XIXe siècle, lieu de naissance de Deribier Duchâtelet                                                                  |                             |              |
|                                                              | Château de Lescure                       | Saint-Martin-sous-Vigouroux          | Inscrit MH (1995) · Notice no PA00135203                                                 | XIe siècle, chambres d'hôtes                                                                                           |                             |              |
|                                                              | Château de Lescure                       | Valuéjols                            |                                                                                          | XIIIe siècle château disparu au XIXe siècle                                                                            |                             |              |
| Château fort                                                 | Tour de Leybros                          | Saint-Bonnet-de-Salers               | Inscrit MH (2002) · Notice no PA00093597                                                 | [ 27 ] |                             |              |
|                                                              | Château de Leybros                       | Ytrac                                |                                                                                          | |                             |              |
|                                                              | Château de Ligones                       | Ruynes-en-Margeride                  |                                                                                          | |                             |              |
|                                                              | Château de Lollière                      | Saint-Clément                        |                                                                                          | XVe siècle tour; château disparu.                                                                                      |                             |              |
| Néo-Renaissance · Style troubadour                           | Château de Longevergne                   | Anglards-de-Salers                   | Inscrit MH (2002) · Notice no PA15000015                                                 | XVe siècle, début XXe siècle chambres d'hôtes                                                                          |                             |              |
|                                                              | Château de Loubeyzargues                 | Valuéjols                            |                                                                                          | fin XIIIe siècle château disparu; chapelle subsistante.                                                                |                             |              |
| Ruine ou disparu                                             | Château de Lugarde                       | Lugarde                              |                                                                                          | |                             |              |
| Château fort                                                 | Château de Madic                         | Madic                                |                                                                                          | XIIIe-XVIe siècle |                             |              |
| Ruine ou disparu                                             | Château de Malabec                       | Pierrefort                           |                                                                                          | |                             |              |
| Ruine ou disparu                                             | Château de Malabec                       | Sainte-Marie                         |                                                                                          | |                             |              |
|                                                              | Château de Mandilhac                     | Thérondels                           |                                                                                          | XIe siècle château disparu                                                                                             |                             |              |
|                                                              | Château Marguerite                       | Neussargues-Moissac                  |                                                                                          | (villa) |                             |              |
| Ruine ou disparu                                             | Château de Mardogne                      | Joursac                              |                                                                                          | XIXe siècle |                             |              |
|                                                              | Fort de Mareugheol                       | Mareugheol                           |                                                                                          | XIVe siècle fort villageois                                                                                            |                             |              |
|                                                              | Château de Marlat                        | Auzers                               |                                                                                          | |                             |              |
|                                                              | Château de Marmiesse                     | Marmiesse                            |                                                                                          | XIIIe siècle éperon schisteux dominant la cère; castrum avec bailie disparu                                            |                             |              |
|                                                              | Tour de Marzes (de Marze)                | Saint-Cernin                         | Inscrit MH (1964) · Notice no PA00093602                                                 | |                             |              |
|                                                              | Château de Massebeau                     | Murat                                | Inscrit MH (1980) · Notice no PA00093563 · Notice no IA15000335                          | [ 32 ] |                             |              |
|                                                              | Château de La Maurinie                   | Labesserette                         |                                                                                          | |                             |              |
|                                                              | Château de Merle                         | Saint-Constant                       | Inscrit MH (1964) · Notice no PA00093606                                                 | |                             |              |
|                                                              | Château de Messac (Meissac)              | Reilhac                              |                                                                                          | XIIIe-XXe siècle |                             |              |
|                                                              | Château de Messac                        | Laroquebrou                          | Inscrit MH (1972) · Notice no PA00093527 · Notice no IA15000273                          | XVIe-XIXe siècle |                             |              |
|                                                              | Château de Mercœur                       | Allanche                             |                                                                                          | Maillargues XVe siècle                                                                                                 |                             |              |
| Château fort · Renaissance                                   | Château de Messilhac                     | Raulhac                              | Classé MH (1921) · Notice no PA00093582                                                  | XIIe et XVIe siècles, visitable                                                                                        | 44° 52′ 27″ N, 2° 38′ 00″ E |              |
|                                                              | Château du Meynial                       | Pierrefort                           |                                                                                          | XVIIe siècle |                             |              |
|                                                              | Château de Miecaze                       | Saint-Étienne-Cantalès               |                                                                                          | XIVe siècle |                             |              |
| Ruine ou disparu                                             | Château de Miremont                      | Chalvignac                           |                                                                                          | XIVe siècle |                             |              |
|                                                              | Château de Moissalou                     | Narnhac                              |                                                                                          | XIXe siècle |                             |              |
|                                                              | Château de La Moissétie                  | Aurillac                             |                                                                                          | |                             |              |
| Maison (noble)                                               | Maison dite des Princes de Monaco        | Vic-sur-Cère                         | Classé MH (1921) · Inscrit MH (1934, 1990) · Notice no PA00093715 · Notice no IA00131298 | XVIe-XVIIe siècle, gîtes                                                                                               |                             |              |
|                                                              | Château de la Monselie                   | La Monselie                          |                                                                                          | XIVe siècle |                             |              |
| Ruine ou disparu                                             | Château de Montal                        | Arpajon-sur-Cère                     |                                                                                          | XIIe siècle |                             |              |
| Château fort                                                 | Château de Montal                        | Laroquebrou                          |                                                                                          | XIIe siècle, visitable                                                                                                 |                             |              |
| Ruine ou disparu                                             | Château de Montamat                      | Cros-de-Ronesque                     |                                                                                          | XIIIe siècle |                             |              |
|                                                              | Château de Montbrun                      | Méallet                              | Inscrit MH (1998) · Notice no PA15000009                                                 | XVe et XIXe siècles | 45° 14′ 06″ N, 2° 25′ 04″ E |              |
| Ruine ou disparu                                             | Château de Montbrun                      | Saint-Flour                          |                                                                                          | |                             |              |
|                                                              | Château de Montfort                      | Arches                               |                                                                                          | XIVe et XIVe siècles[Quoi ?], visitable                                                                                |                             |              |
| Ruine ou disparu                                             | Château du Montel-le-Roucoux             | Massiac                              |                                                                                          | |                             |              |
|                                                              | Château de Monthély                      | Naucelles                            |                                                                                          | XIXe siècle |                             |              |
| Ruine ou disparu                                             | Château de Montjoly                      | Saint-Martin-Valmeroux               |                                                                                          | ; XVIe – XIXe siècle                                                                                                   |                             |              |
|                                                              | Château de Montlogis                     | Polminhac                            |                                                                                          | XIXe siècle |                             |              |
| Ruine ou disparu                                             | Castelsoubro de Montmurat                | Montmurat                            |                                                                                          | XIIIe siècle site avec très beau paysage                                                                               |                             |              |
|                                                              | Castelsoutro de Montmurat                | Montmurat                            |                                                                                          | XIIIe siècle château disparu de la famille de Felzins-Montmurat.                                                       |                             |              |
|                                                              | Château de Montreisse                    | Saint-Mamet-la-Salvetat              |                                                                                          | |                             |              |
|                                                              | Château de Montsalvy                     | Montsalvy                            |                                                                                          | ; |                             |              |
|                                                              | Château de Montsuc                       | Soulages                             |                                                                                          | |                             |              |
|                                                              | Château de Montvallat                    | Chaudes-Aigues                       |                                                                                          | XIIe – XVIIe siècle |                             |              |
|                                                              | Château de La Morétie                    | Marcolès                             |                                                                                          | |                             |              |
|                                                              | Château de Morèze                        | Saint-Clément                        |                                                                                          | XVe siècle château disparu.                                                                                            |                             |              |
|                                                              | Château du Moulès                        | Saint-Gérons                         |                                                                                          | XIIIe siècle éperon barré dominant la rivière du Pontal; château disparu.                                              |                             |              |
|                                                              | Châteauneuf de Moussages                 | Moussages                            |                                                                                          | XIVe et XVIe siècles                                                                                                   |                             |              |
| Ruine ou disparu                                             | Château de Murat-Lagasse                 | Leucamp                              |                                                                                          | |                             |              |
|                                                              | Château de Murat-La-Guiole               | Saint-Étienne-de-Maurs               |                                                                                          | ; XIIIe siècle éperon barré avec chapelle Saint-Martin, vestiges des constructions médiévales, mais il reste un logis. |                             |              |
|                                                              | Château de Murat-la-Rabe                 | Menet                                |                                                                                          | |                             |              |
|                                                              | Château de Muret                         | Thiézac                              |                                                                                          | XIIIe siècle vestiges                                                                                                  |                             |              |
|                                                              | Château de Naucaze                       | Saint-Étienne-de-Maurs               |                                                                                          | |                             |              |
| Château fort                                                 | Château de Naucase                       | Saint-Julien-de-Toursac              |                                                                                          | XIIIe siècle XVIIe siècle                                                                                              |                             |              |
|                                                              | Tour de Naucelles                        | Naucelles                            |                                                                                          | XIVe siècle. Mairie |                             |              |
|                                                              | Château de Noalhac                       | Aurillac                             |                                                                                          | |                             |              |
|                                                              | Château de Nozières-Soutro               | Jussac                               |                                                                                          | XVIe-XVIIIe siècle |                             |              |
| Ruine ou disparu                                             | Castelsoubro de Nozières                 | Saint-Martin-Valmeroux               |                                                                                          | 1316; reste une tour                                                                                                   |                             |              |
|                                                              | Château de Nozières-Soutro               | Saint-Martin-Valmeroux               |                                                                                          | XIVe siècle disparu (voir aussi Saint-Pol-de-Nozières)                                                                 |                             |              |
|                                                              | Château de Neyrecombes                   | Vigean                               |                                                                                          | |                             |              |
| Ruine ou disparu                                             | Château de Niossel                       | Marmanhac                            |                                                                                          | |                             |              |
|                                                              | Château de Nussargues                    | Neussargues-Moissac                  |                                                                                          | |                             |              |
|                                                              | Château d'Œillet                         | Ussel                                |                                                                                          | |                             |              |
|                                                              | Château d'Olmet                          | Vic-sur-Cère                         |                                                                                          | |                             |              |
|                                                              | Château d'Onsac                          | Polminhac                            |                                                                                          | XIVe siècle, château disparu.                                                                                          |                             |              |
|                                                              | Château d'Ourzaux                        | Saint-Cernin                         |                                                                                          | [ 45 ] |                             |              |
|                                                              | Château d'Oyez                           | Saint-Simon                          | Inscrit MH (1972) · Notice no PA00093659                                                 | |                             |              |
|                                                              | Château d'Oze                            | Sénezergues                          |                                                                                          | XIIe siècle; éperon barré sur l'Auze; château de Na de Casteldoza disparu                                              |                             |              |
|                                                              | Château de la Pachevie                   | Rouffiac                             |                                                                                          | XVe-XIXe siècle |                             |              |
|                                                              | Château de Paulhac                       | Paulhac                              |                                                                                          | XVe-XVIIe siècle |                             |              |
|                                                              | Château de Palmont                       | Fontanges                            |                                                                                          | |                             |              |
|                                                              | Château de Parlan                        | Parlan                               |                                                                                          | |                             |              |
|                                                              | Château de Pellou                        | Marmanhac                            |                                                                                          | début XIXe siècle |                             |              |
| Château fort                                                 | Château de Penieres                      | Cros-de-Montvert                     |                                                                                          | http://penieres.free.fr                                                                                                |                             |              |
| Château fort · Style troubadour                              | Château de Pesteils                      | Polminhac                            | Classé MH (1994) · Notice no PA00093577                                                  | XIVe siècle; XIXe siècle, visitable                                                                                    | 44° 57′ 12″ N, 2° 34′ 31″ E |              |
| Ruine ou disparu                                             | Château de La Peyre-en-Jordanne          | Saint-Simon                          |                                                                                          | |                             |              |
|                                                              | Château de Peyrelade                     | Saint-Saturnin                       |                                                                                          | |                             |              |
|                                                              | Château de Peyrusse                      | Peyrusse                             |                                                                                          | |                             |              |
|                                                              | Château de Plaignes                      | Sainte-Eulalie                       |                                                                                          | |                             |              |
| Ruine ou disparu                                             | Château de La Plaze                      | Omps                                 | Inscrit MH (2002) · Notice no PA00093568 · Notice no IA15000352                          | XVIIIe siècle |                             |              |
|                                                              | Castelvielh de Polminhac                 | Polminhac                            |                                                                                          | château disparu. |                             |              |
|                                                              | Château de Pompignac                     | Val d'Arcomie                        | Inscrit MH (1941) · Notice no PA00093537                                                 | |                             |              |
|                                                              | Château du Poux                          | Marcolès                             |                                                                                          | |                             |              |
| Ruine ou disparu                                             | Château de Pouzols                       | Marchastel                           |                                                                                          | |                             |              |
|                                                              | Château de Pruns                         | Saint-Santin-Cantalès                |                                                                                          | |                             |              |
| Château fort                                                 | Tour de Puechmouriez                     | Raulhac                              |                                                                                          | XIIe siècle |                             |              |
|                                                              | Château de Ragheaud                      | Saint-Cernin                         | Inscrit MH (1964) · Notice no PA00093600                                                 | |                             |              |
| Manoir, gentilhommière                                       | Manoir de La Ribe                        | Polminhac                            |                                                                                          | XVIe-XIXe siècle |                             |              |
|                                                              | Château du Rieu                          | Bassignac                            |                                                                                          | |                             |              |
|                                                              | Château de Réghaud                       | Sénezergues                          |                                                                                          | |                             |              |
|                                                              | Château de Reilhac                       | Reilhac                              |                                                                                          | XIIe siècle ; château disparu                                                                                          |                             |              |
|                                                              | Château de Rilhac                        | Rouziers                             |                                                                                          | XIVe siècle château disparu                                                                                            |                             |              |
| Manoir, gentilhommière                                       | Manoir de Rivière                        | Thiézac                              |                                                                                          | XIXe siècle |                             |              |
|                                                              | Château de La Revel                      | Ségur-les-Villas                     |                                                                                          | |                             |              |
| Ruine ou disparu                                             | Château de la Roche                      | Pleaux                               |                                                                                          | |                             |              |
| Ruine ou disparu                                             | Château de Rochegonde                    | Neuvéglise                           |                                                                                          | (Valeilhes) |                             |              |
| Château fort                                                 | Château de Rochebrune                    | Oradour                              | Inscrit MH (2000) · Notice no PA00093569 · Notice no IA15000308                          | XVe-XVIIIe siècle |                             |              |
|                                                              | Château de Rochemaure                    | Lanobre                              |                                                                                          | |                             |              |
|                                                              | Château de La Rocque de Cascornus        | Saint-Clément                        |                                                                                          | château disparu XIIIe siècle éperon barré;                                                                             |                             |              |
|                                                              | Tour de Roffiac                          | Roffiac                              | Inscrit MH (1942) · Notice no PA00093588                                                 | XVe siècle |                             |              |
|                                                              | Hôtel de La Ronade                       | Salers                               |                                                                                          | XVIe-XVIIe siècle |                             |              |
| Motte castrale ou féodale                                    | Château de La Roquenatou                 | Marmanhac                            |                                                                                          | motte et chapelle |                             |              |
|                                                              | Château de La Roucole                    | Thiézac                              |                                                                                          | XIIIe siècle château disparu                                                                                           |                             |              |
| Ruine ou disparu                                             | Suc de Roudadour                         | Menet                                |                                                                                          | près de La Veyssière . Tumulus                                                                                         |                             |              |
|                                                              | Château de Roumégoux                     | Roumégoux                            |                                                                                          | XIVe siècle |                             |              |
|                                                              | Château du Roussel ou Roxel              | Saint-Clément                        |                                                                                          | XIIIe siècle château disparu ; château disparu.                                                                        |                             |              |
|                                                              | Château de La Roussière                  | Rézentières                          |                                                                                          | XVIe siècle |                             |              |
|                                                              | Demeure de Roussillon                    | Lanobre                              |                                                                                          | Vallat |                             |              |
| Château fort                                                 | Château de Ruynes                        | Ruynes-en-Margeride                  |                                                                                          | XIIe-XIIIe siècle, visitable, Maison de John Law                                                                       |                             |              |
|                                                              | Château de Sadour                        | Mourjou                              |                                                                                          | |                             |              |
|                                                              | Château de Sailhans                      | Lastic                               |                                                                                          | |                             |              |
|                                                              | Château du Sailhant                      | Andelat                              |                                                                                          | visitable |                             |              |
|                                                              | Château de Saint-Angeau                  | Riom-ès-Montagnes                    |                                                                                          | |                             |              |
| Ruine ou disparu                                             | Château de Saint-Cirgues-de-Malbert      | Saint-Cirgues-de-Malbert             |                                                                                          | XVIIe siècle |                             |              |
|                                                              | Château de Saint-Chamant                 | Saint-Chamant                        | Classé MH (1988) · Notice no PA00093603                                                  | XVIe-XVIIe siècle, visitable                                                                                           |                             |              |
|                                                              | Château Saint-Étienne                    | Aurillac                             | Inscrit MH (2010) · Notice no PA00093450 · Notice no IA15000331                          | IXe-XIXe siècle, visitable, musée des volcans                                                                          |                             |              |
|                                                              | Château de Saint-Pol                     | Saint-Martin-Valmeroux               | Inscrit MH (1971) · Notice no PA00093649                                                 | XVIe-XVIIe siècle |                             |              |
|                                                              | Château de Saint-Victor                  | Saint-Victor                         |                                                                                          | ancien château fort disparu.                                                                                           |                             |              |
|                                                              | Château de Saint-Gal                     | Vabres                               |                                                                                          | XIXe siècle |                             |              |
|                                                              | Château de Saint-Vincent                 | Saint-Vincent-de-Salers              |                                                                                          | |                             |              |
| Château fort · Palais · Néo-classique · Résidence épiscopale | Palais épiscopal de Saint-Flour          | Saint-Flour                          | Classé MH (2001) · Notice no PA15000010 · Notice no M0113                                | visitable Musée de la Haute-Auvergne                                                                                   | 45° 01′ 59″ N, 3° 05′ 41″ E |              |
| Hôtel particulier                                            | Hôtel consulaire de Salers               | Salers                               | Inscrit MH (1925) · Notice no PA00093668                                                 | XVIe-XIXe siècle, visitable, musée                                                                                     |                             |              |
|                                                              | Château de Salles                        | Vézac                                |                                                                                          | XIIIe siècle, golf |                             |              |
|                                                              | Château de Lasalle                       | Vic-sur-Cère                         |                                                                                          | XVIe siècle (Chambres d'hôtes; gîte)                                                                                   |                             |              |
| Ruine ou disparu                                             | Château de Sévéraguet                    | Neussargues-Moissac                  |                                                                                          | |                             |              |
|                                                              | Château de Sedaiges                      | Marmanhac                            | Inscrit MH (1987) · Notice no PA00093540 · Notice no IA15000278                          | XVIIe-XIXe siècle, visitable, chambres d'hôtes                                                                         |                             |              |
| Maison (noble)                                               | Maison de Sistrières                     | Vic-sur-Cère                         |                                                                                          | |                             |              |
|                                                              | Château de Solignac                      | Boisset                              |                                                                                          | |                             |              |
| Ruine ou disparu                                             | Château de Soubrevèze                    | Marchastel                           |                                                                                          | |                             |              |
| Néo-Renaissance                                              | Château de Sourniac                      | Sourniac                             | Site inscrit (1943) · Inscrit MH (1983)                                                  | XVIIe siècle | 45° 16′ 43″ N, 2° 21′ 07″ E |              |
|                                                              | Château de Stalapos                      | Albepierre-Bredons                   |                                                                                          | |                             |              |
|                                                              | Château de Tautal-Soubro                 | Menet                                |                                                                                          | |                             |              |
|                                                              | Chateau de Tautal Bas                    | Menet                                |                                                                                          | |                             |              |
|                                                              | Château des Tensouses                    | Vieillevie                           |                                                                                          | |                             |              |
| Château fort                                                 | Château des Ternes                       | Les Ternes                           | Inscrit MH (2008) · Notice no PA15000041                                                 | XVIe siècle, visitable                                                                                                 |                             |              |
|                                                              | Villa du Terrondou                       | Vic-sur-Cère                         |                                                                                          | XXe siècle (Années folles)                                                                                             |                             |              |
|                                                              | Château de Teyrou                        | Marchastel                           |                                                                                          | XVIIe siècle |                             |              |
| Château fort · Ruine ou disparu                              | Château de Thynière                      | Beaulieu                             |                                                                                          | |                             |              |
|                                                              | Château de Toulousette                   | Ytrac                                |                                                                                          | XVIIe siècle |                             |              |
| Château fort                                                 | Château de Toursac                       | Saint-Julien-de-Toursac              |                                                                                          | XIIIe siècle château comparçonnier disparu                                                                             |                             |              |
| Néo-Renaissance                                              | Château de Trancis                       | Ydes                                 | Inscrit MH (2002) · Notice no PA15000019 · Notice no IA15000379                          | XIXe siècle, hôtel |                             |              |
|                                                              | Château de la Trémolière                 | Anglards-de-Salers                   | Inscrit MH (1963) · Classé MH (1981) · Notice no PA00093438                              | XVIe siècle, visitable                                                                                                 | 45° 12′ 23″ N, 2° 26′ 26″ E |              |
|                                                              | Château de Trémoulet                     | Thiézac                              |                                                                                          | |                             |              |
|                                                              | Château du Trioulou                      | Le Trioulou                          |                                                                                          | |                             |              |
| Ruine ou disparu                                             | Château de Turlande                      | Paulhenc                             |                                                                                          | Xe siècle |                             |              |
|                                                              | Château de Vabret                        | Saint-Étienne-Cantalès               |                                                                                          | XVe siècle |                             |              |
| Château fort                                                 | Château de Val                           | Lanobre                              | Classé MH (1946, 1961) · Inscrit MH (1990) · Notice no PA00093524                        | XIVe et XVIIIe siècles, visitable                                                                                      | 45° 26′ 34″ N, 2° 30′ 19″ E |              |
|                                                              | Château de Valens                        | Moussages                            |                                                                                          | |                             |              |
| Ruine ou disparu                                             | Château de Valentines                    | Ségur-les-Villas                     |                                                                                          | |                             |              |
|                                                              | Château de Vals                          | Saint-Santin-Cantalès                | Inscrit MH (2010) · Notice no PA15000046                                                 | |                             |              |
|                                                              | Château de Varillettes                   | Saint-Georges                        | Inscrit MH (1982) · Notice no PA00093638                                                 | XVIe siècle, hôtel restaurant                                                                                          |                             |              |
|                                                              | Château de La Vergne                     | Saint-Saturnin                       |                                                                                          | XIXe siècle |                             |              |
|                                                              | Château de Vernières                     | Talizat                              |                                                                                          | |                             |              |
|                                                              | Château de Veyrac                        | Aurillac                             |                                                                                          | |                             |              |
|                                                              | Château de Veyrières                     | Sansac-de-Marmiesse                  |                                                                                          | |                             |              |
|                                                              | Château de Veysset                       | Moussages                            |                                                                                          | |                             |              |
| Motte castrale ou féodale                                    | Château du Vialard                       | Vic-sur-Cère                         |                                                                                          | XIIIe siècle fort de Pourqueresse disparu (il reste un moulin et une motte)                                            |                             |              |
|                                                              | Castelsoutro de Vic                      | Vic-sur-Cère                         |                                                                                          | XVIe siècle (château bas).                                                                                             |                             |              |
| Ruine ou disparu                                             | Castelvielh de Vic (château supérieur)   | Vic-sur-Cère                         |                                                                                          | XIe siècle, visitable                                                                                                  |                             |              |
| Manoir, gentilhommière · Édifice religieux                   | Couvent de Vic                           | Vic-sur-Cère                         |                                                                                          | XVIIe siècle |                             |              |
|                                                              | Gibet de Vic-en-Carladez                 | Saint-Clément                        |                                                                                          | |                             |              |
|                                                              | Château de Vieillevie                    | Vieillevie                           |                                                                                          | XVe siècle, visitable                                                                                                  |                             |              |
| Château fort                                                 | Château de La Vigne                      | Ally                                 | Inscrit MH (1991) · Notice no PA00093433                                                 | XVe et XVIIIe siècles, visitable, musée, chambres d'hôtes                                                              | 45° 10′ 37″ N, 2° 19′ 49″ E |              |
|                                                              | Château de Vigouroux                     | Saint-Martin-sous-Vigouroux          |                                                                                          | XIVe siècle |                             |              |
|                                                              | Château de Vixouze                       | Polminhac                            |                                                                                          | visitable |                             |              |
| Ruine ou disparu                                             | Château de La Volpilhère                 | Saint-Martin-sous-Vigouroux          |                                                                                          | |                             |              |
|                                                              | Château de La Voulte                     | Marmanhac                            | Inscrit MH (1993) · Notice no PA00125276 · Notice no IA15000284                          | XVIIe siècle |                             |              |
| Commanderie                                                  | Commanderie d'Ydes                       | Ydes                                 | Classé MH (1862) · Notice no IA15000234                                                  | XIIIe siècle, visitable                                                                                                |                             |              |
| Motte castrale ou féodale · Ruine ou disparu                 | Château de Yolet                         | Yolet                                |                                                                                          | XIIIe siècle, château abandonné en 1503; rasé en 1573.                                                                 |                             |              |
|                                                              | Château d'Ytrac                          | Ytrac                                |                                                                                          | XVIIe siècle |                             |              |